# Zinoro
Zinoro (Zhi Nuo en chinois) est une marque née de l'alliance entre Brilliance et BMW créée en 2013 et spécialisée dans les voitures électriques. Pour sa nouvelle marque, BMW piochera dans sa gamme vendue en Chine.

## Modèles
- E1